# Joseph-Félix Bouchor
Joseph-Félix Bouchor, född 15 september 1853, död 27 oktober 1937, var en fransk konstnär.
Bouchor målade landskapsmålningar med motiv från norra Frankrike, särskilt Île-de-France och Normandie.